# 步步 自選作品輯
步步自選作品輯 The Best of 1999－2013是臺灣樂團五月天在台灣發表的第二張精選輯。2013年12月13日起開始預購，並分為「巨象登陸版」及「一路有你版」2種版本封面，專輯內含2片裝CD各15首歌曲（共計30首），其中含多首新作品或重製作品，於2013年12月30日正式發行。

## 專輯簡介
這次發行的自選輯，五月天從出道15年所發行的歌曲中自選出30首最精華的作品收錄至專輯中，其中含2013年發行的新曲〈傷心的人別聽慢歌（貫徹快樂）〉、〈入陣曲〉、〈步步〉，並自選多首寫給其他歌手的歌曲〈洋蔥〉、〈你是唯一〉等歌曲重新編曲演繹。
此次專輯為了拍攝「一路有你版」專輯封面，五月天特別找回他們於2005年發行的精選輯《知足 just my pride 最真傑作選》封面上的小女孩玲玲再次為他們拍攝，團員們也擺出與8年前精選輯封面相同的動作。除此之外，團員也遠赴美國紐約時代廣場、東京、泰國進行封面拍攝工作。 而「巨象登陸版」的版本封面，與五月天於2013年11月13日在日本發行的日文精選集《Mayday×五月天 the Best of 1999‐2013》封面相同，但曲目部分不盡相同。
標題曲〈步步〉的音樂錄影帶耗資千萬遠赴歐美亞三洲拍攝，為了呼應專輯的概念，工作團隊排除萬難在印度洋的小島上找到了“世上唯一會游泳的亞洲象”，與五月天共同拍攝，號稱五月天出道以來最燒錢的音樂錄影帶。
2014年底，該專輯於博客來華語音樂年度暢銷榜獲得年度冠軍。

## 曲目
A side
| 曲序 | 曲目                         | 作曲          | 备注            | 时长 |
| ---- | ---------------------------- | ------------- | --------------- | ---- |
| 1.   | 步步                         | 阿信 Cola Kai | 2013 全新單曲   | 4:34 |
| 2.   | 擁抱                         | 阿信          | 2013 新錄製作品 | 4:47 |
| 3.   | 傷心的人別聽慢歌（貫徹快樂） | 阿信          | 2013 全新單曲   | 3:36 |
| 4.   | 洋蔥                         | 阿信          | 2013 新錄製作品 | 4:36 |
| 5.   | 乾杯                         | 阿信          |                 | 4:46 |
| 6.   | 入陣曲                       | 怪獸          | 2013 全新單曲   | 3:27 |
| 7.   | 倔強                         | 阿信          |                 | 4:21 |
| 8.   | 突然好想你                   | 阿信          |                 | 4:22 |
| 9.   | 戀愛ing                      | 阿信          |                 | 2:48 |
| 10.  | 離開地球表面                 | 阿信          |                 | 4:31 |
| 11.  | 星空                         | 石頭          |                 | 4:38 |
| 12.  | 我不願 讓你一個人            | 阿信 冠佑     |                 | 4:25 |
| 13.  | 人生海海                     | 阿信          |                 | 4:38 |
| 14.  | 知足                         | 阿信          | 樂團版          | 5:13 |
| 15.  | 溫柔（還你自由版）           | 阿信          | 2013 重新混音   | 7:08 |

B side
| 曲序 | 曲目                 | 作曲 | 备注                        | 时长 |
| ---- | -------------------- | ---- | --------------------------- | ---- |
| 1.   | 你是唯一             | 石頭 | 2013 新錄製作品 填詞：長路  | 3:35 |
| 2.   | 夜訪吸血鬼           | 冠佑 |                             | 4:10 |
| 3.   | 如煙                 | 石頭 |                             | 5:13 |
| 4.   | 盛夏光年             | 阿信 | 2013 新錄製作品             | 4:43 |
| 5.   | 一顆蘋果             | 阿信 |                             | 2:50 |
| 6.   | 三個傻瓜             | 怪獸 |                             | 4:15 |
| 7.   | 孫悟空               | 怪獸 |                             | 4:09 |
| 8.   | 摩托車日記           | 怪獸 |                             | 4:45 |
| 9.   | 最重要的小事         | 瑪莎 |                             | 4:48 |
| 10.  | 愛情萬歲             | 阿信 | 尾奏混入雌雄同體前奏        | 6:01 |
| 11.  | 雌雄同體             | 阿信 |                             | 4:57 |
| 12.  | 生命有一種絕對       | 阿信 |                             | 4:21 |
| 13.  | 諾亞方舟             | 瑪莎 |                             | 5:44 |
| 14.  | 我心中尚未崩壞的地方 | 怪獸 |                             | 5:25 |
| 15.  | 憨人                 | 阿信 | 台語歌曲 前奏增演唱會大合唱 | 4:33 |

## 唱片版本
| 專輯名稱                                           | 類型 | 發行日期       | 附註                             |
| -------------------------------------------------- | ---- | -------------- | -------------------------------- |
| 步步自選作品輯 The Best of 1999-2013（一路有你版） | CD   | 2013年12月27日 | 附贈15週年換帖胸章（預購版）     |
| 步步自選作品輯 The Best of 1999-2013（巨象登陸版） | CD   | 2013年12月27日 | 附贈I'm Mayday同黨胸章（預購版） |
| 步步自選作品輯 The Best of 1999-2013（一路有你版） | CD   | 2013年12月27日 |                                  |
| 步步自選作品輯 The Best of 1999-2013（巨象登陸版） | CD   | 2013年12月27日 |                                  |

## 音樂錄影帶
| 曲序 | 歌名                         | 執導           | 首播日期       | 附註                                                      |
| ---- | ---------------------------- | -------------- | -------------- | --------------------------------------------------------- |
| 01   | 步步                         | 黃茂森、余靜萍 | 2013年12月26日 |                                                           |
| 02   | 擁抱                         | 陳宏一         | 2014年6月14日  | 2014年版 MV 特邀原版MV導演重新拍攝 賈佩雅演出             |
| 03   | 傷心的人別聽慢歌（貫徹快樂） | 陳奕仁         | 2013年8月12日  | 金曲導演版〈活出自我〉                                    |
| 03   | 傷心的人別聽慢歌（貫徹快樂） | -              | 2013年8月20日  | 可口可樂版〈貫徹快樂〉                                    |
| 04   | 洋蔥                         | 黃中平、瑞門   | 2014年2月12日  |                                                           |
| 06   | 入陣曲                       | 瑞門           | 2013年9月13日  | 現場Live版                                                |
| 06   | 入陣曲                       | 邱煥升（邱董） | 2013年9月20日  | 動畫版                                                    |
| 15   | 溫柔                         | Hi-Organic     | 2016年5月5日   | 2016年版 MV 〈盛夏光年〉劇情版 MV 續集 吳言凜、林道禹演出 |
| 16   | 你是唯一                     | 瑞門           | 2015年5月6日   |                                                           |
| 19   | 盛夏光年                     | 劉名峯         | 2015年2月13日  | Live版                                                    |
| 19   | 盛夏光年                     | Hi-Organic     | 2015年2月13日  | 劇情版 吳言凜、林道禹演出                                 |

## 獎項
| 年份 | 單位           | 獎項             | 入圍者／作品 | 結果 |
| ---- | -------------- | ---------------- | ------------ | ---- |
| 2014 | 第25屆金曲獎   | 最佳年度歌曲獎   | 入陣曲       | 提名 |
| 2015 | 英國倫敦國際獎 | MV類剪接獎－銀獎 | 盛夏光年     | 獲獎 |
| 2015 | 倫敦電影節     | 最佳音樂錄影帶獎 | 盛夏光年     | 提名 |
| 2016 | 第27屆金曲獎   | 最佳音樂錄影帶獎 | 盛夏光年     | 提名 |

## 製作信息
| - 製作：相信音樂國際股份有限公司 - 發行：台灣索尼音樂娛樂股份有限公司 - 制作人：五月天／共同制作：陈建良、黄士 | - 母带后期制作人：五月天、黃士 - 母带后期工程师：前田康二 - 制作助理：江坤余、柯弗奇 - 乐器协力：Sennheiser、Sonor、Remo、Fender、Gibson |

| 101. 步步 - 编曲演奏：五月天、Cola Kai - 弦乐、弦乐编写：洪敬尧 - 弦乐演奏：李琪弦乐团 - 和声演唱：黄士、Cola Kai - 录/混音：黄士 102. 拥抱 (2013版) - 编曲演奏：五月天、周恒毅 - 和声编写：Cola Kai - 和声演唱：黄士、李贤璞 - 录/混音：黄士 103. 伤心的人别听慢歌 (贯彻快乐) - 编曲演奏：五月天、李贤璞 - Midi Program：Cola Kai - 和声演唱：黄士、Cola Kai、李贤璞 - 录/混音：黄士 104. 洋葱 - 编曲演奏：周恒毅、五月天 - 和声编写：Cola Kai - 和声演唱：黄士、李贤璞 - 录/混音：黄士 105. 干杯 - 编曲演奏：五月天、于京延 - 弦乐编写：于京延、李琪 - 弦乐演奏：李琪北京室内乐团 - 冲绳三弦：REI (Spoon de Chop) - 和声演唱：黄士、李贤璞 - 合唱：强辩、阿邦、小凯、阿沚 - 录音：今井 邦彦、黄士 - 混音：今井 邦彦 106. 入阵曲 - 编曲演奏：五月天、Cola Kai - 和声：黄士、Cola Kai、李贤璞 - 录/混音：黄士 107. 倔强 - 编曲演奏：五月天 - 弦乐编写：阿信、玛莎、怪兽、李琪 - 弦乐演奏：李琪、蓝国容、马纪伟、何君恒、吴世 - 和声演唱：玛莎、冠佑 - 录音/混音：佐藤 雅彦 108. 突然好想你 - 和声编写：玛莎 - 和声演唱：Cola Kai、黄士 - 弦乐编写：周恒毅、李琪 - 弦乐演奏：李琪、蓝国融、吴世、马纪伟 - 录音：北城 浩志、黄士 - 混音：北城 浩志 109. 恋爱ing - 编曲演奏：五月天 - 和声编写：玛莎、五月天 - 和声演唱、拍手：五月天 - 录音/混音：Conrad Hijazi 110. 离开地球表面 - 编曲演奏：五月天、周恒毅 - 和声编写/演唱：郑知明、五月天 - 录音：黄士 - 混音：Craig Burbidge 111. 星空 - 编曲演奏：五月天、Cola Kai - 键盘：石头 - 和声演唱：黄士、Cola Kai、李贤璞 - 录/混音：黄士 112. 我不愿让你一个人 - 编曲演奏：五月天、周恒毅 - 键盘演奏：周恒毅 - 木吉他演奏：Cola Kai - 弦乐编写：周恒毅、李琪 - 弦乐演奏：李琪北京室内乐团 - 和声演唱：黄士、Cola Kai - 录音：今井 邦彦、黄士 - 混音：今井 邦彦 | 113. 人生海海 - 编曲演奏：五月天、陈建良 - 弦乐编写：五月天、陈建良 - 弦乐演奏：李琪、蓝国融、马纪伟、吴世、康信荣、梁钟尹 - 和声：五月天 - 录音：五月天、陈建良 - 混音：Craig Burbidge 114. 知足 (乐团版) - 编曲演奏：五月天、周恒毅 - 和声编写演唱：郑知明、五月天 - 录音：黄士 - 混音：Craig Burbidge 115. 温柔 (2013混音版) - 编曲演奏：五月天 - 钢琴演奏：周恒毅 - 和声演唱：玛莎、阿信 - 录音：五月天 - 混音：黄士 201. 你是唯一 - 编曲演奏：陈建骐、五月天 - 键盘演奏：周恒毅 - 弦乐编写：陈建骐、李琪 - 弦乐演奏：李琪弦乐团 - 和声编写：Cola Kai - 和声演唱：黄士、李贤璞 - 录/混音：黄士 202. 夜访吸血鬼 - 编曲演奏：五月天、周恒毅 - 和声编写演唱：玛莎、李贤璞 - 录音：北城 浩志、黄士 - 混音：北城 浩志 203. 如烟 - 编曲演奏：五月天 - 弦乐编写：樱井弘二 - 小提琴：雷怡蕙、蔡曜宇、李昀洁 - 大提琴：罗翡翠、叶盈汝 - 和声编写：玛莎、怪兽 - 和声演唱：Cola Kai、黄士 - 录音：北城 浩志、黄士 - 混音：北城 浩志 204. 盛夏光年 (2013版) - 编曲演奏：五月天、周恒毅 - 弦乐编写：李琪 - 弦乐演奏：李琪弦乐团 - 和声编写：Cola Kai - 和声演唱：黄士、李贤璞 - 录音：黄士、庄志扬 - 混音：黄士 - 母带后期：陈陆泰 205. 一颗苹果 - 编曲演奏：五月天、陈建良 - 和声演唱：五月天 - 录音：五月天、陈建良 - 混音：Craig Burbidge 206. 三个傻瓜 - 编曲演奏：五月天、吴智晖 - Loop Program：怪兽、阿信 - Horn Session：吴智晖、郑文凤、汤马士 - 和声演唱：黄士、李贤璞 - 录音：今井 邦彦、黄士 - 混音：今井 邦彦 207. 孙悟空 - intro 编曲：怪兽 - intro 西塔琴＋Midi Program＋Bass：怪兽 - intro 弦乐编曲：怪兽、范宗沛 - intro 弦乐演奏：范宗沛、陈主惠、蔡曜任、康信荣、吴庭毓、侯勇光 - 编曲演奏：五月天 - 和声编写：玛莎 - 和声演唱：玛莎＋冠佑 - 录/混音：佐藤 雅彦 | 208. 摩托车日记 - 编曲演奏：五月天、黄士 - 斑鸠琴：石头 - 和声编写：玛莎 - 和声演唱：玛莎、冠佑、黄士 - 录音：佐藤 雅彦、Conrad Hijazi、五月天 - 混音：佐藤 雅彦 209. 最重要的小事 - 编曲演奏：五月天、林岳锋 - 键盘演奏：周恒毅 - 和声编写：玛莎 - 和声演唱：玛莎、冠佑 - 弦乐编写：玛莎、李琪 - 弦乐演奏：李琪、蓝国融、吴世、马纪伟、何君恒 - 录音：佐藤 雅彦、Conrad Hijazi、五月天 - 混音：佐藤 雅彦 210. 爱情万岁 - 编曲演奏：五月天 - 和声：五月天 - 录/混音：北城 浩志 211. 雌雄同体 - 编曲演奏：五月天 - 西塔琴演奏：怪兽 - 配唱之作：陈珊妮 - 和声：五月天 - 录音：Conrad Hijazi、五月天 - 混音：Craig Burbidge 212. 生命有一种绝对 - 编曲演奏：周恒毅、五月天 - 弦乐编写：安栋 - 弦乐演奏：上海市立交响乐团 - 合音：谢文德 - 录音：五月天 - 混音：林正忠 213. 诺亚方舟 - 编曲演奏：五月天、陈建骐 - 木吉他演奏：Cola Kai - 和声演唱：黃士、Cola Kai - 弦乐演奏：李琪北京室内乐团 - 合唱：旺福、吴迪、小凯、阿沚、小阿峰 - 录音：今井 邦彦、黄士杰 - 混音：今井 邦彦 214. 我心中尚未崩坏的地方 - 编曲演奏：五月天 - Midi Program：怪兽 - 和声编写：怪兽 - 和声演唱：Cola Kai - 录音：北城 浩志、黄士 - 混音：北城 浩志 215. 憨人 - 编曲演奏：五月天 - 管弦乐编写：五月天、陈建良 - 弦乐演奏：李琪、蓝国融、吴世、马纪伟、何君恒 - 管乐演奏：黄任贤、赖怡茜 - 和声：五月天 - 录/混音：北城 浩志 |

## 資料來源
1. ↑  五月天 Mayday / 步步自選作品輯 The Best of 1999-2013［一路有你版］The Best of 1999-2013 Side-by-side Version （页面存档备份，存于） 五大唱片. （繁體中文）
2. ↑  . 銀河網路電台.
3. 1 2  . 五大唱片.   [2020-04-05]. （原始内容存档于2018-11-25）.
4. ↑  . 蘋果日報 (台灣). 2013-12-14  [2013-12-20]. （原始内容存档于2016-03-04） （中文（臺灣））.

## 外部連結
- （繁體中文） 相信音樂官方網站 （页面存档备份，存于）
- （中文） 相信音樂 官方facebook （页面存档备份，存于）
- （中文） Mayday五月天 官方facebook （页面存档备份，存于）
- （日語）《步步自選作品輯 The Best of 1999-2013》日本資訊 （页面存档备份，存于）